# Eupogonius flavovittatus
Eupogonius flavovittatus är en skalbaggsart som beskrevs av Stefan von Breuning 1942. Eupogonius flavovittatus ingår i släktet Eupogonius och familjen långhorningar.
Artens utbredningsområde är Guatemala. Inga underarter finns listade i Catalogue of Life.